# Ševko Okić
Ševko Okić (Gračanica, 26 luglio 1988) è un calciatore bosniaco, attaccante del Rudar Labin.

## Carriera
Nel luglio 2021 si accasa tra le file del Zmaj Makarska militante in 3.HNL.

## Palmarès

### Competizione nazionale
- Druga hrvatska nogometna liga: 1

Istria 1961: 2008-2009
- Campionato bosniaco: 1

Sarajevo: 2014-2015